# Хребет людини

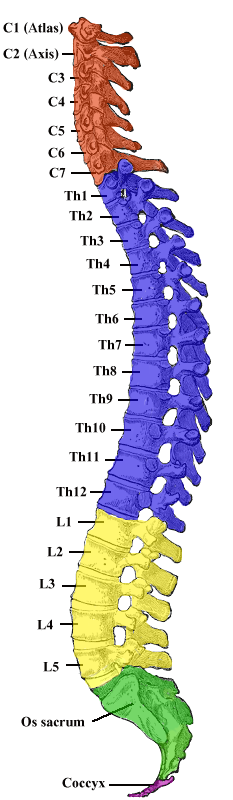
Хребетний стовп людини:
— Шийний відділ (Pars cervicalis)
— Грудний відділ (Pars thoracalis)
— Поперековий відділ (Pars lumbalis)
— Крижова кістка (Os sacrum)
— Куприк (Os coccygis)

Хребетний стовп, або хребет (лат. columna vertebralis) — основна частина осьового скелета людини. Складається з 32-33 хребців, послідовно з'єднаних один з одним у вертикальному положенні. Хребці розділяють на окремі категорії: сім шийних, дванадцять грудних і п'ять поперекових. У нижній частині хребетного стовпа, за поперековим відділом розташовані крижі, що складаються з п'яти хребців, що зрослися в одну кістку. Нижче крижового відділу є куприк, в основі якого також знаходяться хребці, що зрослися.

## Функції
Хребетний стовп виконує функцію опори, захисту спинного мозку і бере участь в рухах тулуба і голови.

## Анатомія
Розрізняють 5 відділів хребта:
- Шийний відділ (7 хребців, C1—C7);
- Грудний відділ (12 хребців, Th1—Th12);
- Поперековий відділ (5 хребців L1—L5);
- Крижовий відділ (5 хребців, S1—S5);
- Куприковий відділ (3-4 хребців, Co1—Co4)[2], іноді до 5 (Co5).

Є 2 види вигину хребта: лордоз і кіфоз. Лордоз — це ті частини хребта, які вигнуті вентрально (вперед) — шийний і поперековий. Кіфоз — це ті частини хребта, які вигнуті дорсально (назад) — грудний і крижовий.
Вигини хребта сприяють збереженню людиною рівноваги. Під час швидких, різких рухів вигини пружинять і пом'якшують поштовхи, які виникають .

### Шийний відділ
У шийному відділі хребта людини розташовуються 7 хребців. Цей відділ є найбільш рухомим. Перші два хребці шийного відділу, атлант (atlas) та епістрофей (axis), мають атипову будову. У атланта відсутнє тіло хребця — він складається з передньої і задньої дуг, сполучених між собою бічними кістковими потовщеннями (латеральними масами). Атлант прикріплюється до потиличного отвору в черепі за допомогою виростків. У передній частині епістрофей має кістковий виріст — зубоподібний відросток або зуб. Він фіксується зв'язками в невральному кільці атланта, являючи собою вісь обертання хребця. Завдяки будові цих хребців, людина може здійснювати різноманітні рухи головою.
Внаслідок мінімального навантаження, тіла шийних хребців невеликі. Поперечні відростки мають власні отвори (утворюються при зрощенні з рудиментами ребер), в яких проходять хребетні артерія і вена. У місці зрощення поперечного відростка з рудиментом ребра утворюються горбки (передній і задній). Передній горбок сильно розвинений біля VI шийного хребця («сонний горбок») — до нього можна притиснути сонну артерію у разі кровотечі. Остисті відростки шийних хребців роздвоєні (крім I, у якого остистий відросток відсутній, і VII). Остистий відросток VII хребця називається «випнутим». Він є точкою відліку хребців при огляді пацієнта.

### Грудний відділ

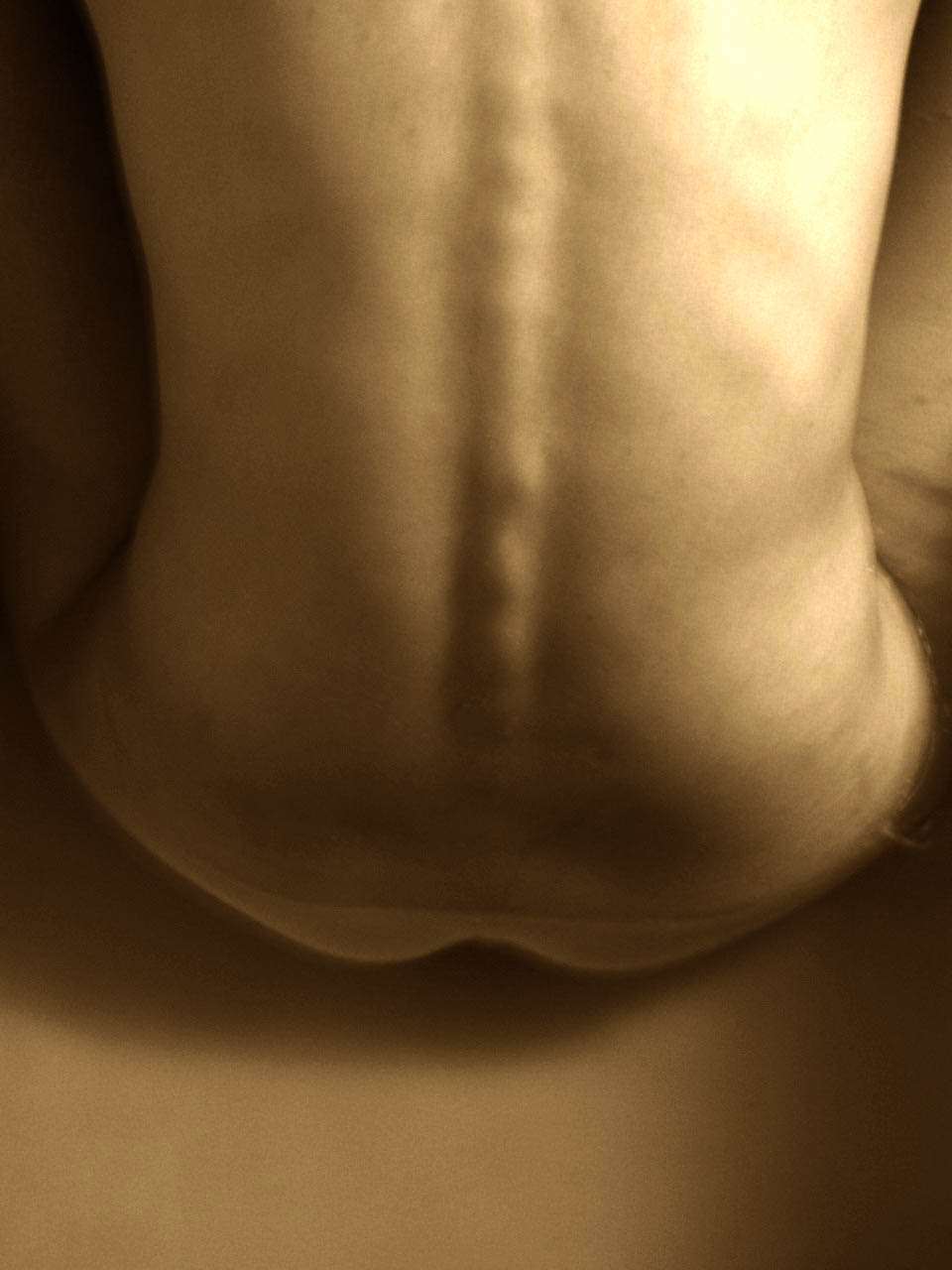
Людський хребет

Грудний відділ хребта складається з 12 хребців. До цих тіл хребців напіврухомо прикріплені ребра. Грудні хребці і ребра, попереду сполучені грудиною утворюють грудну клітку. Лише 10 пар ребер прикріплюються до грудини, решта вільні.
Тіла збільшуються через збільшення навантаження і мають реберні ямки для зчленування з голівками ребер. Зазвичай один хребець має 2 напів-ямки — верхню і нижню. Однак I-й грудний хребець має повну верхню ямку і нижню напів-ямку, X-й — тільки верхню напів-ямку, XI-й і IV-й — мають повні ямки для відповідних ребер. Остисті відростки грудних хребців довгі, нахилені вниз, черепицеподібно накладаючись один на одного. Суглобові відростки спрямовані фронтально. На передній поверхні поперечних відростків — реберні ямки для зчленування з горбиками ребер (у XI, XII їх немає).

### Поперековий відділ
У поперековому відділі розташовується 5 хребців. На поперековий відділ припадає дуже велика маса, тому тіла поперекових хребців найбільші. Остисті відростки спрямовані прямо назад. Суглобові відростки звернені сагітально. Є реберні відростки (рудименти ребер), додаткові відростки (залишки поперечних відростків, що не злилися з ребром), соскоподібні відростки — слід прикріплення м'язів.

### Крижовий відділ
5 крижових хребців у дорослої людини утворюють крижову кістку (os sacrum). У дитини складається з окремих хребців, які зростаються в юнацькому віці.

### Куприковий відділ
Включає 3-4 хребців.

## Розвиток хребетного стовпа у людини[4]
На 5-му тижні внутрішньоутробного розвитку в тілах, дорсальній і вентральній дугах з'являються острівці хрящової тканини, які в подальшому зливаються. Хорда втрачає своє значення, зберігаючись у вигляді драглистого ядра міжхребцевих дисків між тілами хребців. Дорсальні дуги, розростаючись і зливаючись, утворюють відростки (непарні остисті і парні суглобові та поперечні), а вентральні дуги ростуть в сторони і, проникаючи у вентральні відділи міотомів, дають початок ребрам.
На 8-му тижні хрящовий скелет зародка людини замінюється кістковим. Наприкінці 8-го тижня внутрішньоутробного розвитку починають костеніти хребці. На кожному хребці виникає 3 точки скостеніння: одна в тілі і дві в дузі. В дузі точки окостеніння зливаються на 1-му році життя, а дуга зростається з тілом на 3-му році життя (або пізніше). Додаткові точки окостеніння у верхній і нижній частинах тіла хребця виникають у 5-6 років, а остаточно хребець костеніє в 20-25 років.
Шийні хребці (I та II) відрізняються за розвитком від інших. Атлант має по одній точці окостеніння в майбутніх латеральних масах, звідси кісткова тканина розростається в задню дугу. У передній дузі точка окостеніння з'являється лише на 1-му році життя. Частина тіла атланта ще на стадії хрящового хребця відділяється від нього і з'єднується з тілом II шийного хребця, перетворюючись в зубоподібний відросток (зуб). Зуб має самостійну точку окостеніння, яка зливається з кістковим тілом II хребця на 3-5-му році життя дитини.
У трьох верхніх крижових хребців на 6-7 місяці внутрішньоутробного розвитку з'являються додаткові точки скостеніння, за рахунок яких розвиваються латеральні частини крижів (рудименти крижових ребер). На 17-25 році крижові хребці зростаються у єдину крижову кістку.
У куприкових (рудиментарних хребцях) з'являється по одній точці окостеніння в різний час (у період від 1 року до 20 років).
У зародка людини закладається 38 хребців: 7 шийних, 13 грудних, 5 поперекових і 12-13 крижових і куприкових. У період росту ембріона відбуваються такі зміни: 13-та пара ребер редукується і зростається з поперечними відростками 13-го грудного хребця, який стає 1-м поперековим (а останній поперековий хребець стає 1-м крижовим). Надалі відбувається редукція більшості куприкових хребців. Таким чином, до моменту народження плоду хребетний стовп складається з 33-34 хребців.

### Варіанти і аномалії розвитку хребетного стовпа людини
Асиміляція атланта (зрощення I шийного хребця з черепом) — може комбінуватися з розщепленням його задньої дуги. Асиміляція атланта є рідкісною аномалією. Вона може супроводжуватися різними змінами в будові атланта і потиличної кістки. Дані про асиміляцію атланта можуть представляти безсумнівний інтерес у клінічній практиці при проведенні оперативних втручань у цій ділянці.
Аномалії такого роду (spina bifida) можуть зустрічатися і в інших хребцях, частіше у поперекових і крижових. Число крижових хребців за рахунок асиміляції поперекових може збільшуватися до 6-7 («сакралізація»), при відповідному збільшенні крижового каналу та збільшенні кількості крижових отворів. Рідше спостерігається зменшення кількості крижових хребців до 4 при збільшенні числа поперекових («люмбалізація»).
При наявності шийних ребер VII шийний хребець набуває схожості з грудним. У разі наявності 13-ї пари ребер збільшується число типових грудних хребців.
Аномалія Кіммерлі — це мальформація краніовертебрального переходу, пов'язана з атиповим вродженим дефектом атланта у вигляді кісткової дугоподібної перегородки на задній дузі над борозною хребетної артерії.

## Перша допомога при травмах хребта
При підозрі на травму хребта не можна пересувати і перевертати потерпілого. В тих випадках коли залишення на місці призведе до неминучих додаткових травм або смерті, пересування потерпілого здійснюється на твердій поверхні, з максимальним збереженням становища в якому він перебував до початку переміщення. Пам'ятайте, що при зміні положення тіла, спробі укласти травмованого на живіт або надати йому зручнішу позу, ви можете провести защемлення спинного мозку хребцями, що призведе до паралічу нижніх відділів і довічної інвалідності хворого.

## Профілактика захворювань хребта
Використання ортопедичних виробів, ортопедичного корсета, бандажа.